# Міріам Фрід
Міріам Фрід (англ. Miriam Fried; нар. 9 вересня 1946, Сату-Маре, Румунія) — ізраїльсько-американська скрипалька та музична педагогиня.

## Життєпис
Народилася 9 вересня 1946 року в румунському місті Сату-Маре. У дворічному віці переїхала з батьками до Ізраїлю .
Фрід одружена з альтистом Полом Біссом, сином віолончелістки Раї Гарбузової; має сина — піаніста Джонатана Бісса (нар. 1980).

## Кар'єра
Завоювала світову популярність на рубежі 1960—70-х років, отримавши перші премії на конкурсі скрипалів імені Паганіні в Генуї (1968) і конкурсі імені королеви Єлизавети в Брюсселі (1971).
Надалі Фрід переїхала в США, де навчалася у Івана Галамяна в Джульярдській школі і у Джозефа Гінгольда в Індіанському університеті. Її власна викладацька кар'єра почалася в 1986 році на музичному факультеті Університету штату Індіана.
Згодом стала професоркою Консерваторії Нової Англії в Бостоні.
У репертуарі Фрід широкий спектр творів різних епох. Увагу публіки і фахівців привернуло виконання нею всіх сонат і партії Баха для скрипки соло (Нью-Йорк, 1985). Серед найбільш відомих її записів — концерт Сібеліуса для скрипки з оркестром. Фрід також є першою скрипкою відомого в США квартету імені Мендельсона.